# Yoshinobu Shiba
Yoshinobu Shiba (斯波義信, Shiba Yoshinobu; Tokio, 20 de octubre de 1930) es un historiador japonés retirado de China y profesor emérito de la Universidad de Osaka, especializado en historia de la dinastía Song. Miembro de la Academia de Japón, ha recibido la Orden de la Cultura, la Orden del Tesoro Sagrado y la de Persona de Mérito Cultural en Japón. 
En 2018, recibió conjuntamente con Stephen Owen el premio Tang de Sinología. Varias de sus obras especializadas han sido traducidas al inglés, entre ellas el estudio de referencia Commerce and Society in Sung China (1968, traducción abreviada al inglés publicada en 2 volúmenes en 1970), que sigue siendo una de las obras más respetadas sobre la historia económica china.

## Obras
- Comercio y sociedad en Sung China (traducción)